# Voerman Stadsmuseum Hattem

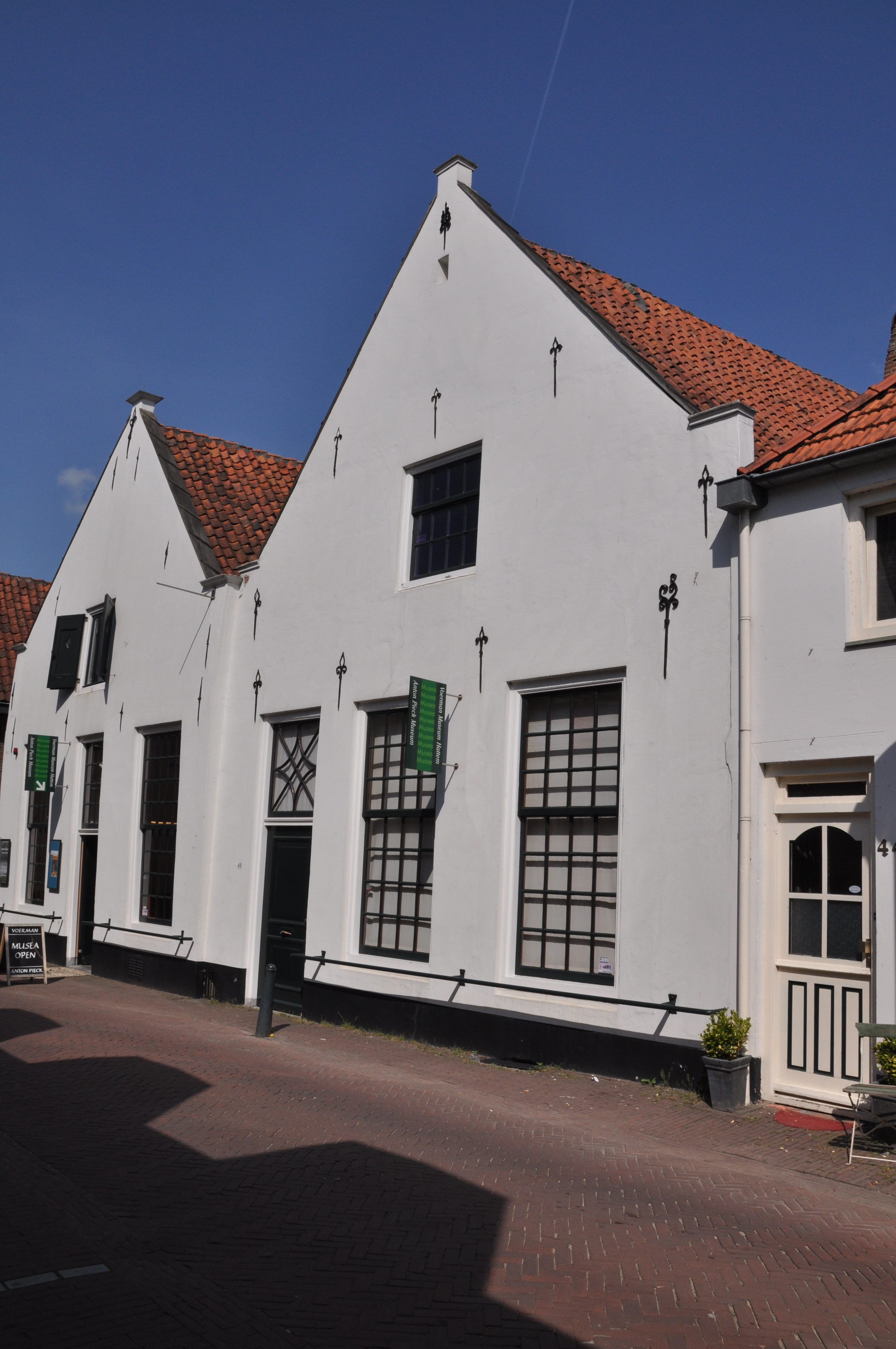
Voorzijde

Het Voerman Stadsmuseum Hattem (tot 2021: Voerman Museum Hattem) is een museum in de Nederlandse stad Hattem.

## Geschiedenis
Ter gelegenheid van het 650-jarig bestaan van Hattem in 1949 werd de Stichting Oud Hattem opgericht en werd een historische tentoonstelling gehouden. In 1971 werd een oudheidskamer ingericht, die als streekmuseum permanent aandacht ging besteden aan de geschiedenis van Hattem en omgeving. Het streekmuseum kreeg huisvesting in een 17e-eeuwse woning in de Achterstraat, waar het nog steeds is gevestigd.
Tot 1 januari 2019 was de ingang van dit museum tevens de ingang van het Anton Pieck Museum.

## Collectie
In de loop der jaren veranderde de functie van het streekmuseum en richtte men zich naast de geschiedenis van stad en streek steeds meer op kunstenaars die in Hattem hebben gewoond en gewerkt. De nieuwe naam Voerman Museum Hattem werd ontleend aan de kunstschilders Jan Voerman sr. en Jan Voerman jr.. Andere kunstenaars van wie het museum werk in de collectie heeft zijn onder anderen Jo Koster, Bé Thoden van Velzen, Johannes Bosboom en Adrianus Eversen.
De geschiedenis van Hattem wordt getoond: in de kelder zijn vondsten van onder andere het kasteel de Dikke Tinne te bezichtigen en in de Hattem-zaal is een 4000 jaar oude klokbeker en klokbekerschaal uit de klokbekercultuur te zien.